# Archidiocèse de Kampala
 (mars 2019).

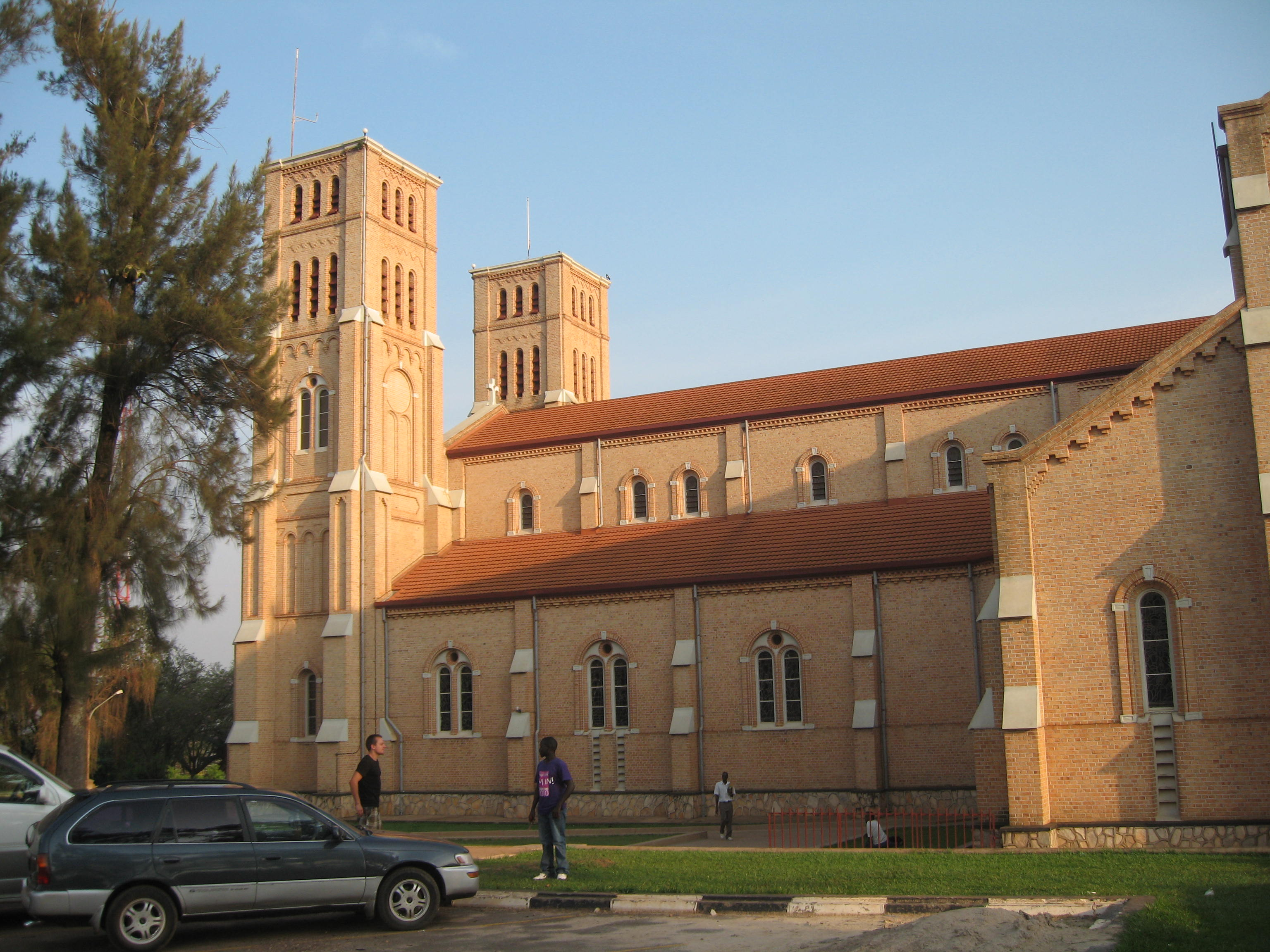
Vue de la cathédrale Sainte-Marie de Rubaga à Kampala.

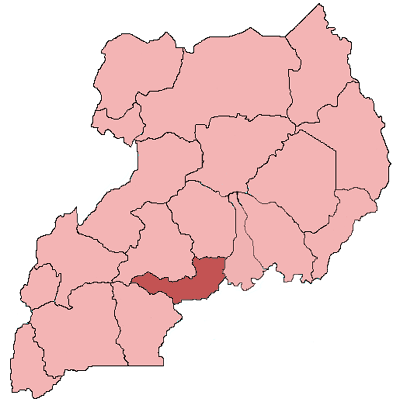
Situation géographique de l'archidiocèse.

L'archidiocèse de Kampala (Archidioecesis Kampalaensis) est un siège métropolitain de l'Église catholique en Ouganda. En 2013, il comptait 1 660 500 baptisés catholiques sur 3 950 800 habitants. Il est actuellement tenu par Mgr Paul Ssemogerere.

## Territoire
L'archidiocèse comprend les districts de Kampala, Mpigi et de Wakiso, dans la région centrale de l'Ouganda.
Son siège archiépiscopal se trouve à Kampala à la cathédrale Sainte-Marie de Rubaga.
Le territoire est subdivisé en 54 paroisses.

## Histoire
Le vicariat apostolique du Nyanza est érigé le 27 octobre 1880, recevant son territoire du vicariat apostolique d'Afrique centrale (aujourd'hui archidiocèse de Khartoum). Il est confié aux Pères blancs, qui sont Français ou Belges pour la plupart.
En 1883, il change de nom pour devenir le vicariat apostolique de Victoria-Nyanza.
Le 13 juillet 1894, il cède une portion de son territoire à l'avantage du nouveau vicariat apostolique du Haut-Nil (aujourd'hui archidiocèse de Tororo) et du vicariat apostolique du Victoria-Nyanza méridional (aujourd'hui archidiocèse de Mwanza (en)); il change alors de nom pour prendre celui de vicariat apostolique du Victoria-Nyanza septentrional.
Le 15 janvier 1915, il change encore de nom et devient le vicariat apostolique de l'Ouganda.
Le 8 avril 1929, le 28 mai 1934 et le 25 mai 1939, il cède des portions de territoire à l'avantage du nouveau vicariat apostolique de Bukoba (aujourd'hui diocèse de Rulenge-Ngara (en)), de celui du Ruwenzori (aujourd'hui archidiocèse de Mbarara) et de celui de Masaka (aujourd'hui diocèse).
Le 25 mars 1953, jour de l'Annonciation, il est élevé au rang d'archidiocèse métropolitain par la bulle Quemadmodum ad Nos de Pie XII et prend le nom d'archidiocèse de Rubaga.
Le 9 août 1965, il cède une portion de territoire pour le nouveau diocèse d'Hoima (en).
Il prend son nom actuel le 5 août 1966.
Le 17 juillet 1981, il cède encore un autre portion de territoire pour l'érection du diocèse de Kiyinda-Mityana (en).
Le 30 novembre 1996, il cède encore d'autres portions de territoire pour les nouveaux diocèses de Kasana-Luweero (en) et Lugazi (en).

## Statistiques
Fin 2013, l'archidiocèse comptait 1 660 500 baptisés catholiques sur 3 950 800 habitants (42%) avec 321 prêtres, dont 259 diocésains et 62 réguliers, soit un prêtre pour 5 172 habitants, avec 279 religieux et 627 religieuses dans 54 paroisses.